# Milan Damjanović
Milan Damjanović (serbisch-kyrillisch Милан Дамјановић; * 15. Oktober 1943 in Knin; † 23. Mai 2006 in Belgrad) war ein jugoslawischer Fußballspieler.

## Vereinskarriere

### Bei Partizan (1962–1971)
Der 173 Zentimeter große Abwehrspieler Damjanović wurde im zu Jugoslawien zählenden Kroatien geboren, begann aber im ebenfalls dem Staat angehörenden Serbien seine Laufbahn und stand ab der Saison 1962/63 mit damals 19 Jahren im Kader des Hauptstadtvereins Partizan Belgrad. Allerdings sorgte die hauptsächlich aus Ljubomir Mihajlović bestehende Konkurrenz dafür, dass er zunächst kaum zum Zug kam. Entsprechend wurde er nur sporadisch aufgeboten in einem Team, das 1963 und 1965 die nationale Meisterschaft gewann. Überdies gelang der Einzug ins Landesmeisterpokalfinale 1966, bei dem er jedoch aufgrund seines zu dieser Zeit zu leistenden Militärdienstes nicht auf dem Platz stand und eine 1:2-Niederlage seiner Kollegen gegen Real Madrid hinnehmen musste. Wenig später kehrte er zurück und schaffte den Durchbruch als Stammspieler. Er galt als technisch stark und war vielseitig einsetzbar, wobei er hauptsächlich in der Innenverteidigung und als Linksverteidiger auflief. In der nachfolgenden Zeit konnte Partizan nicht an seine vorherigen Erfolge anknüpfen, womit der Spieler weitere mögliche Titel verpasste. 1971 wurde er von seinen militärischen Verpflichtungen entbunden, verließ nach 138 Erstligapartien mit einem Tor Belgrad und unterschrieb beim französischen Erstligisten SCO Angers.

### In Frankreich (1971–1977)
Mit Vladimir Kovačević war es ein früherer Teamkollege aus Belgrader Zeiten gewesen, der Damjanović zu seinem neuen Arbeitgeber aus dem westfranzösischen Angers holte. Durch eine Hepatitis war dieser kurz nach seinem Wechsel zu einer mehrmonatigen Pause gezwungen, avancierte dann aber zum unumstrittenen Stammspieler. Sowohl 1972 als auch 1974 gehörte die Mannschaft als Viertplatzierte zu den besten Frankreichs. 1975 stieg die Mannschaft hingegen in die Zweitklassigkeit ab. Wie etwa Éric Edwige blieb Damjanović dem Verein dennoch treu und war ein Jahr darauf am Gewinn der Zweitligameisterschaft sowie dem damit verbundenen Aufstieg beteiligt. Im Anschluss daran verlor der Jugoslawe das Vertrauen des Trainers Aimé Mignot, der für die Innenverteidigung ein aus Patrick Brulez und Jean-Yves Citron bestehendes Duo bevorzugte. Entsprechend wurde er nur noch sporadisch eingesetzt, weswegen er in der Winterpause 1976/77 mit 33 Jahren nach 126 Erstligapartien mit zwei Toren und 30 Zweitligapartien ohne Tor in Frankreich seine Profilaufbahn beendete. Er ging zum Drittligisten US Le Mans und trug dessen Trikot, bis er im Sommer 1977 seine Karriere endgültig beendete. Anschließend war er als Trainer von Amateurvereinen in Frankreich, Sambia und seiner jugoslawischen Heimat tätig. Er starb 2006 im Alter von 62 Jahren in Belgrad.

### Stationen
- 1962 bis 1971: Partizan Belgrad
- 1971 bis 1976: SCO Angers
- 1977: US Le Mans

## Nationalmannschaft
Damjanović war 23 Jahre alt, als er am 23. April 1967 bei einer 0:1-Niederlage gegen Ungarn zu seinem Debüt für die jugoslawische Nationalelf kam. Es folgten einige weitere Berufungen und ein Jahr darauf die Aufnahme in den Kader zur Europameisterschaft 1968 aufgenommen. Er stand bei allen Turnierspielen auf dem Platz, schaffte mit seiner Mannschaft den Einzug ins Finale und war im Wiederholungsspiel Italien mit 0:2 unterlegen. Damit blieb es für ihn bei einer Vizeeuropameisterschaft. Kurz darauf bestritt er bei einem 0:2 gegen Brasilien am 25. Juni 1968 sein letztes Länderspiel. Insgesamt hatte er für Jugoslawien sieben Mal auf dem Platz gestanden, ohne dabei ein Tor zu erzielen.